# Bénédicte Bocquet

Benedicta de Grecia, princesa de Grecia y de Dinamarca, marquesa de Saint-Omer y duquesa consorte de Rambouillet, nacida Bénédicte Bocquet (Saint-Omer, abril de 1969), conocida como escritora durante su primer matrimonio como Bénédicte Boullet o Bénédicte Boullet-Bocquet y, tras el segundo, como Bénédicte de Grèce, née Bocquet, es una ilustradora, pintora y escritora francesa. 
Es licenciada en Lenguas Extranjeras Aplicadas. Tras una primera etapa profesional como asistente comercial en Arc International, en 2005 decidió dar un giro a su vida y dedicar todos sus esfuerzos a la literatura y las artes plásticas.

## Obra como escritora
Ha publicado con éxito libros para niños, jóvenes y adultos en editoriales del norte de Francia, revelándose como una autora prolífica. Una relación de sus obras es la siguiente:
- Elles étaient douze, Éditions Henry, 2008.
- Panique au Marais, Éditions Christian Navarro, 2010.
- Le petit paradis de Mathilde Gros-Sel, Éditions Henry, 2010.
- Dans les brumes de Saint-Omer, Éditions Ravet-Anceau, 2011.
- Célestin et le petit chat, Éditions Henry, 2012.
- Poucet et la sorcière, Éditions Nord Avril, 2012.
- Saint-Omer Paranoïa, Éditions Ravet-Anceau, 2012.
- Monsieur Vazimolo, Éditions Nord Avril, 2012.
- Tueur nain, Éditions Ravet-Anceau, 2013.
- Paradis 123, Éditions Ravet-Anceau, 2014; BCB, 2021.
- Itinéraire d'un sale gosse, Éditions Ravet-Anceau, 2014.
- Madame Chat est une sorcière, Voolume, 2014.
- Fugitif!, Éditions Ravet-Anceau, 2015.
- Madame Chat mène la danse, Éditions Voolume, 2015.
- Mystères aux écuries, Editions Nord Avril, 2015.
- Vampire!, Éditions Voolume, 2016.
- La planète Rondondon, Éditions Henry, 2016.
- Les aventures de Paulo Marco. Vampire! Mémé est un troll, Voolume, 2017.
- J'ai zigouillé mon pote, Éditions Ravet-Anceau, 2017.
- Princesse Niflette et les extraterrestres, Aconitum, 2018.
- Le carnaval du fou, Éditions Ravet-Anceau, 2018.
- Ze big complot, BCB, 2021.
- La verité sur Pepe, BCB, 2021.

Bénédicte Bocquet ha participado en algunas obras colectivas, como la colección de relatos Silencieuse et perfide (Fleur Sauvage Éditions, 2015).
La autora trabaja a menudo con grupos de alumnos en actividades literarias escolares.

## Obra como ilustradora
Bocquet publica ilustración regularmente desde 2008. Los títulos que ha ilustrado son los siguientes:
- Nathalie Dujardin, La potion Chamboule de Mamie Mamounette, Éditions Henry, 2008.
- Anne-Françoise Théréné, Le vendredi, c'est dictée, Éditions Henry, 2010.
- Anne-Françoise Théréné, Papa ronfle, Éditions Nord Avril, 2010.
- Daniel Granval, Julie et le bonhomme de neige, Éditions Nord Avril, 2010.
- Loïc Boullet, Le destin extraordinaire de l'ordinaire Jean Bougniart, Éditions Nord Avril, 2011.
- Bénédicte Lefeuvre, Le voyage de Nay, Éditions Henry, 2011.
- Manon Charley, Ramdam a l'école, Éditions Nord Avril, 2011.
- Jacques Messiant, Marie Grauette et le nekker de Bergues, Éditions Nord Avril, 2011.
- Nicole Snitselaar, Les Chaussettes de Miss Abeille, Éditions Nord Avril, 2012.
- Bénédicte Boullet-Bocquet, Célestin et le petit chat, Éditions Henry, 2012.
- Muriel Manssens, Célestin et la potion maléfique, Éditions Henry, 2012.
- Jeannick Elard,Filou et les couleurs, Éditions Nord Avril, 2013.
- Béatrice Libert, La marmite de la marmotte, Éditions Henry, 2013.
- Nicole Snitselaar, Un petit cochon dans la salle de bains, Éditions Nord Avril, 2013.
- Elisabeth Moeneclaey, La directrice a disparu, Éditions Nord Avril, 2013.
- Delphine Dumouchel, Zoé et le chocolat, Éditions Nord Avril, 2014.
- Catherine Kembellec, Fleurs des prés, fleurs des champs, Éditions À mots contés, 2017.
- Alice Delvaille, Mon premier livre de la mythologie grecque, Éditions Grenouille, 2023.

## Obra como pintora
Benedicta de Grecia ha desarrollado también una intensa labor como pintora. Su obra ha sido expuesta en París, Bruselas y varias localidades del norte de Francia. Ha participado en diversos proyectos, como la Colección Príncipe de Grecia, en colaboración con el que sería su próximo marido.

## Matrimonio con el presunto heredero de Rumanía
Bénédicte Bocquet se divorció de su primer marido, M. Boullet, del que tiene tres hijos.
Tras su matrimonio en segundas nupcias el 29 de julio de 2017 con el príncipe Juan Francisco de Grecia, pretendiente al trono de Rumanía, Benedicta de Grecia recibió, junto a la condición de princesa de Grecia, Dinamarca y Rumanía, el rango de Comendadora de las Artes de la Orden de San Jorge y San Demetrio en enero de 2018. Es miembro honorario de la Asociación Internacional Monárquica. En 2019, la Santa Orden Ecuestre y Católica de Simón Pedro, de la que es excelente y fidelísima dama y que otorga títulos propios de nobleza, la invistió marquesa de Saint-Omer.